# ネコミミデイズ
『ネコミミデイズ』は、草野ほうきによる日本の漫画作品。ワニブックスの『コミックガム』にて2008年7月号（5月25日発売）から2009年1月号（2008年11月26日発売）まで連載された。

## 作品概要
普通の人とネコミミが生えちゃった人が住む世界。普通の人なのになぜか猫とネコミミな人に好かれちゃう主人公のぽやぽやとした日々。

## 主な登場人物
望月 ひな（もちづき ひな）
主人公。春の新学期に転校した先には幼馴染の柚子がいたが、彼女にはネコミミが生えていた。
朝比奈 柚子（あさひな ゆずこ）
ひなの幼馴染で、ネコミミが生えてしまっているが元は普通だった。
幼馴染のせいか、あるいはネコミミのせいか、ひなが大好き。
山崎 美佐江（やまざき みさえ）
ネコミミな生徒会長で、転校してきたひなに一目惚れした。

## 単行本
ワニブックスから GUM COMICS PLUS で刊行されている。
- 全1巻 978-4-8470-3678-1